# لاك ديس ديكس ميلس (كيبك)
لاك ديس ديكس ميلس (بالإنجليزية: Lac-des-Dix-Milles, Quebec)‏ هي unorganized area of Canada تقع في كندا في Matawinie Regional County Municipality.  يقدر عدد سكانها بـ 0 نسمة ومساحتها 237.10 كم2 .